# Неотинея трёхзубчатая
Неотинея трёхзубчатая, Ятры́шник трёхзу́бчатый (лат. Neotinea tridentata) — многолетнее травянистое растение; вид рода Неотинея семейства Орхидные (Orchidaceae).

## Ботаническое описание
Многолетнее травянистое растение. Корнеклубни эллипсоидальные, реже яйцевидные.
Стебли 15—38 см высоты, в нижней части с 3—6-сантиметровыми листьями, выше с двумя — пятью заострёнными листовидными влагалищами.
Листья продолговато-ланцетные, 5—9 см длины, 1—2 см ширины.
Колос короткий, густой, почти шаровидный. Прицветники ланцетные, заострённые, лилово-пурпурные (жилка зелёная). Цветки розовато-лиловые. Губа светло-розовая с тёмно-пурпурными пятнышками, трёхлопастная. Наружные листочки околоцветника яйцевидно-ланцетные, заострённые, 8—9 мм длины, листочки внутреннего круга продолговатые, тупые. Шпора короче завязи, 5—7 мм длины, цилиндрическая, тупая, слегка согнутая.
Цветёт в мае. Плодоносит в июне. Размножение семенное.

## Распространение
В Средиземноморье, Западной и Центральной Европе. В России - в Предкавказье и на Черноморском побережье.
Встречается на лугах, лесных полянах, каменистых склонах в нижнем и среднем поясах гор.

## Лимитирующие факторы и меры охраны
Нарушение местообитаний, массовый сбор соцветий на букеты и выкопка клубней с различными целями. Необходимы организация заказников в местах массовой встречаемости вида, контроль за состоянием популяций.